# Mackay Mountains
Die Mackay Mountains sind eine markante Gruppe von Bergen im westantarktischen Marie-Byrd-Land. In den Ford Ranges ragen sie 16 km südlich der Allegheny Mountains auf.
Das Gebirge wurde bei 1934 der zweiten Antarktisexpedition (1933–1935) des US-amerikanischen Polarforschers Richard Evelyn Byrd entdeckt. Byrd benannte es nach dem US-amerikanischen Telekommunikationsunternehmer Clarence Hungerford Mackay (1874–1938), einem Geldgeber der Forschungsreise.